# O-I
O-I – ogólna nazwa serii prototypowych czołgów superciężkich, budowanych przez Japonię w okresie II wojny światowej.

## Historia
Czołgi typu O-I miały być używane podczas działań wojennych na teatrze Pacyficznym. O-I miały ważyć od 100 (Typ 100) do 120 ton (Typ 120) i mieścić 11 ludzi w załodze pojazdu. W 1944 roku, tylko jeden model 120-tonowego O-I został wybudowany i wysłany do Mandżurii, lecz oficjalnie nigdy nie był widziany podczas starć. W oryginalnych planach typ O-I miał zawierać 3 wieżyczki (jedna z działem wielkokalibrowym i dwa małe działka o mniejszych kalibrach). W planach czołgów typu O-I był również czołg ultraciężki, który miał posiadać co najmniej 4 wieżyczki, lecz jest mało prawdopodobne, aby taki czołg był kiedykolwiek zbudowany.